# Susi Díaz
Susi Díaz Ros (Elche, el 2 de abril de 1956) es una chef española. Reside en Elche y desarrolla su trabajo en el restaurante La Finca, del que es propietaria desde su fundación en 1984, ubicado en la Costa Blanca de la Comunidad Valenciana. Además participa como colaboradora y presentadora en diferentes programas de televisión en España.

## Premios
Entre los premios y reconocimientos más importantes destacan:

2003: Premio a la mejor carta de vinos concedido por la asociación de sumilleres de Alicante.

2005: Galardonada con un sol en la guía Campsa.

2006: Galardonada con una estrella en la Guía Michelin.
 
2008: Galardonada con el premio panxer al mejor restaurante del año.

2007: Galardonada con dos soles de la guía Campsa.

2009: Premio al restaurante del año concedido por la guía Almanaque Gastronómico.

2009: Galardonada con el premio datil d'or.

2010: Galardonada con el XIX premio turia a la mejor contribución gastronómica.

2012: Reconocimiento al Profesional Innovador de Elche.
 
2013: Galardonada con el premio "Ilicitanos en la Onda" concedido por Onda Cero.

2014: Galardonada con el premio "Cope Elche 2014" concedido por la cadena Cope.

2015: Galardonada con el premio "Dama de la anchoa" concedido por el ayuntamiento de Santoña.

2016: Galardonada con el premio "Los Mejores" concedido por el diario La Verdad.

2016: Galardonada con el premio "Nécora" concedido por el ayuntamiento de Noja.

2017: Nombrada embajadora de la Fundación Quiero Trabajo.

2017: Nombrada personalidad electa del Misterio de Elche.

2018: Galardonada con el premio “Emprén Dona” concedido por la empresa Jennifer García Eventos y Formación, por su compromiso e implicación con el papel de la mujer en todas sus facetas, reconocimiento a su trayectoria profesional y promotora de la ciudad de Elche.

2019: Galardonada con el premio "Mujer Sesderma a la gastronomía" concedido por Laboratorios Sesderma, por su trayectoria profesional.

2019: Galardonada con el premio Nacional de Hostelería a la Cocinera Empresaria concedido por Hostelería de España.

2020: Galardonada con el premio Gastro Cinema 2020 concedido por el festival de cine de Alicante.

## Publicaciones
2011: Libro -Sentidos-

## Colaboraciones
Susi Díaz ha colaborado y colabora en diferentes programas de radio y televisión:
- A vivir que son dos días de Cadena Ser
- Proteína marina[2] de Canal Cocina.
- Si las quieres las comes[3] y "El rey del pincho"[4] de Canal Cocina.
- Mi última comida (2015) programa documental rodado junto a Paco Roncero y Jalis de la Serna.
- Top Chef (2013-2017) en Antena 3.
- El chef viajero en La Sexta.

Además ha acudido como invitada a programas como:
- El intermedio de La Sexta
- Zapeando de La Sexta
- La ruleta de la suerte de Antena 3
- Espejo público de Antena 3
- El hormiguero de Antena 3
- España directo de RTVE
- Jo treballe aci de Canal 9
- Cuiners i Cuineres de À punt
- A punt Directe de À punt
- Magnifics de À punt
- Terres de Cinema de À punt
- Canal Cocina en Ruta de Canal Cocina

También está presente en organizaciones relacionadas con el mundo de la hostelería y alimentación como Facyre o Eurotoques, asociación de la que es delegada en la Comunidad Valenciana y miembro de la directiva nacional.